# Longifolen
Longifolen je kapalný uhlovodík vyskytující se jako výševroucí složka pryskyřic některých druhů borovic. Název je odvozen od borovice dlouholisté, ze které byl izolován.
Z chemického hlediska jde o tricyklický seskviterpen. Molekula je chirální, v přírodě je běžnější (+)-enantiomer, vyskytující se v borovicích i dalších vyšších rostlinách; jeho specifická rotace činí +42,73°. Opačný (−)-enantiomer (specifická rotace −42,73°) se nachází v některých houbách a játrovkách.
Longifolen je také jednou ze dvou hlavních aromatických složek čaje lapsang souchong, do kterého se dostává z kouře z borovicového dřeva spalovaného v ohních při jeho přípravě.

## Výskyt a příprava
Pryskyřice borovice dlouholisté (Pinus roxburghii, dříve Pinus longifolia) může obsahovat až 20 % longifolenu.
Laboratorní přípravou longifolenu se zabývalo několik článků.
| Coreyova totální syntéza longifolenu |
| Coreyova totální syntéza longifolenu |

## Biosyntéza
Biosyntéza longifolenu začíná u farnesyldifosfátu (1) řetězcem kationtových polycyklizací. Odštěpením difosfátové skupiny a cyklizací alkenu vznikne meziprodukt 3, který po 1,3-hydridovém přesmyku vytváří molekulu 4. Po dvou dalších cyklizacích utvoří meziprodukt 6 1,2-přesmykem longifolen.

## Reakce
Longifolen reaguje s boranem za vzniku dilongifolylboranu, použitelného jako chirální hydroborační činidlo.